# Дружный (Томская область)
Дру́жный — посёлок в Верхнекетском районе Томской области России. Входит в состав Орловского сельского поселения.
Население — ↘129 (2021).

## География
Посёлок расположен в центре Верхнекетского района, в нижнем течении реки Орловка, огибающей его с запада.

## Население
| 2002 | 2010 | 2012 | 2013 | 2014 | 2015 | 2021 |
| ---- | ---- | ---- | ---- | ---- | ---- | ---- |
| 326  | ↘254 | ↘241 | ↘231 | ↘214 | ↘202 | ↘129 |

## Местное самоуправление
И. о. главы поселения — Горбунова Виктория Васильевна.

## Социальная сфера и экономика
В посёлке есть фельдшерско-акушерский пункт и библиотека.
Основа местной экономической жизни — лесное и сельское хозяйство, сбор дикоросов (грибы, ягоды, сбор лекарственных растений), розничная торговля.